# David Herold
Pour les articles homonymes, voir Herold.
David Edgar Herold (16 juin 1842 – 7 juillet 1865) est un pharmacien américain qui prit part à la conspiration, conduite par John Wilkes Booth, qui conduisit à l'assassinat du président Abraham Lincoln, le 14 avril 1865. Après avoir admis sa participation dans la conspiration, Herold est jugé et condamné à mort par pendaison. Sentence exécutée le 7 juillet 1865.

## Jeunesse
Herold, fils de Adam et Mary Porter Herold, naît dans le Maryland, sixième enfant d'une famille de dix. Il grandit dans une grande maison en brique à proximité du Washington Navy Yard. Il fréquente la Gonzaga College High School du Georgetown College puis la Rittenhouse Academy et la Charlotte Hall Academy, où il rencontre John Surratt, qui le présentera à Booth. Il travaille ensuite à la pharmacie du Navy Yard. 

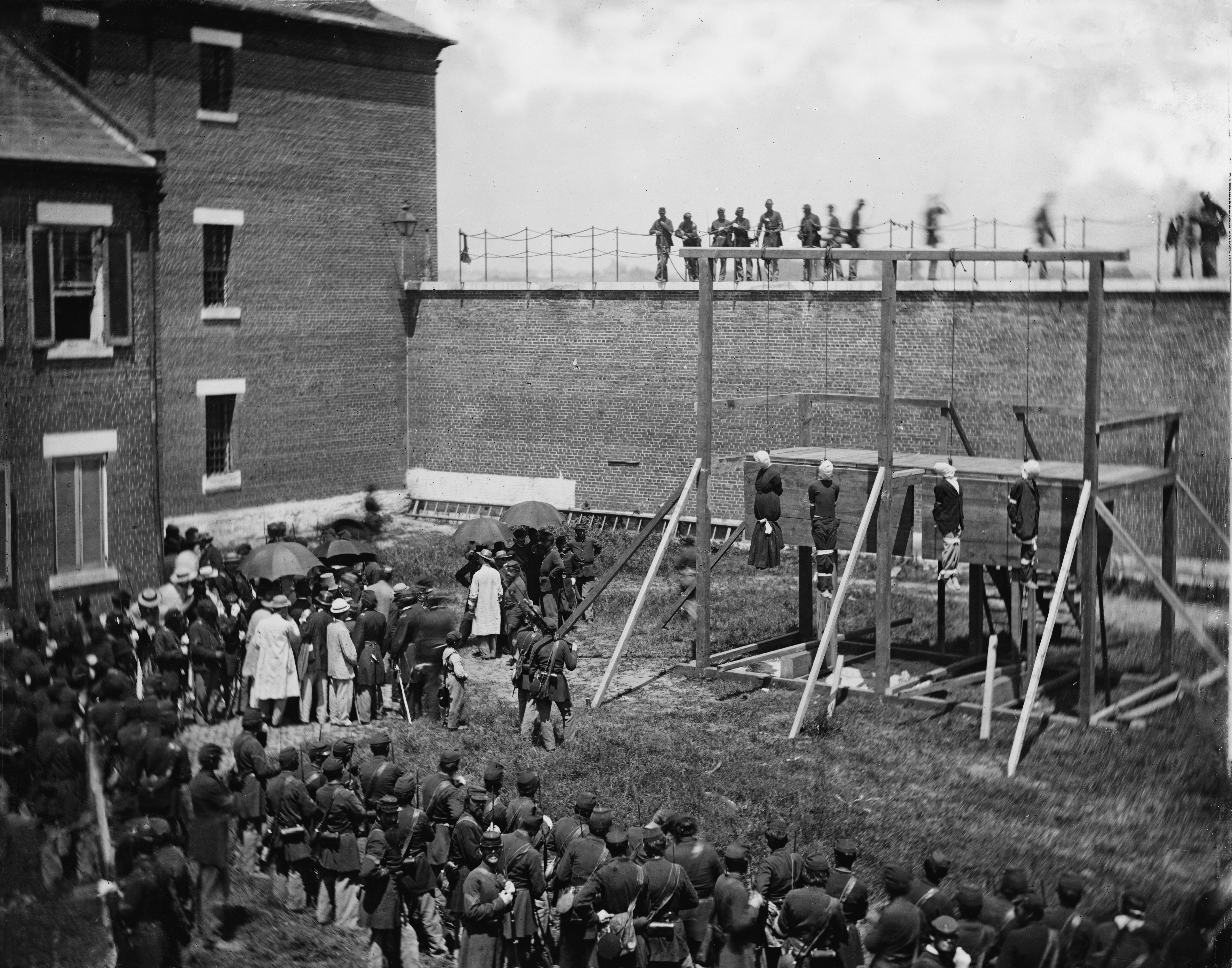
L'exécution des conjurés (De gauche à droite : Mary E. Surratt, Lewis Powell, David Herold, et George Atzerodt), 7 juillet 1865, Fort Lesley J. McNair, Washington, D.C.